# Coalición de Centro Democrático
Coalición de Centro Democrático (CCD) es un partido político español de ideología moderada y centrista, y única formación política de ámbito estatal que tiene sus raíces en el extinto Centro Democrático y Social (CDS).
Tras el fracaso en repetidas elecciones sin obtener representación desde las Elecciones al Parlamento Europeo de 2024 (salvo en los municipios que tiene representación debido a las candidaturas de coaliciones con partidos municipales) Coalición de Centro Democrático esta casi inactivo.
Su actual lider es David García Pérez actual alcalde de Nules.

## Historia

### Fundación

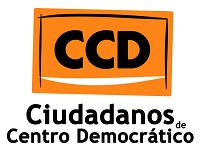
Logotipo de la antigua denominación Ciudadanos de Centro Democrático

Coalición de Centro Democrático (CCD), aunque en su fundación se denominó Ciudadanos de Centro Democrático (CCD) es un partido político español de ámbito estatal fundado el 10 de septiembre de 2010 por el hasta entonces Presidente Nacional de las Juventudes del renovado y refundado Centro Democrático y Social (CDS), David García Pérez, acompañado por la mayor parte de la cúpula de las Juventudes del CDS, parte de las Federaciones de la Comunidad Valenciana, Castilla-La Mancha, Extremadura, Andalucía y Galicia del CDS. David García defendió un giro progresista y una renovación ideológica del proyecto fundado por Adolfo Suárez para dar respuesta a las realidades del siglo XXI, lograr ser la voz de los jóvenes españoles y de los muchos ciudadanos desilusionados y huérfanos políticos. Ello conllevó un choque interno con el sector más tradicional y conservador del partido y después de muchos meses de luchas internas, García fue apartado de sus funciones y decidió marcharse y emprender un nuevo proyecto político centrista.

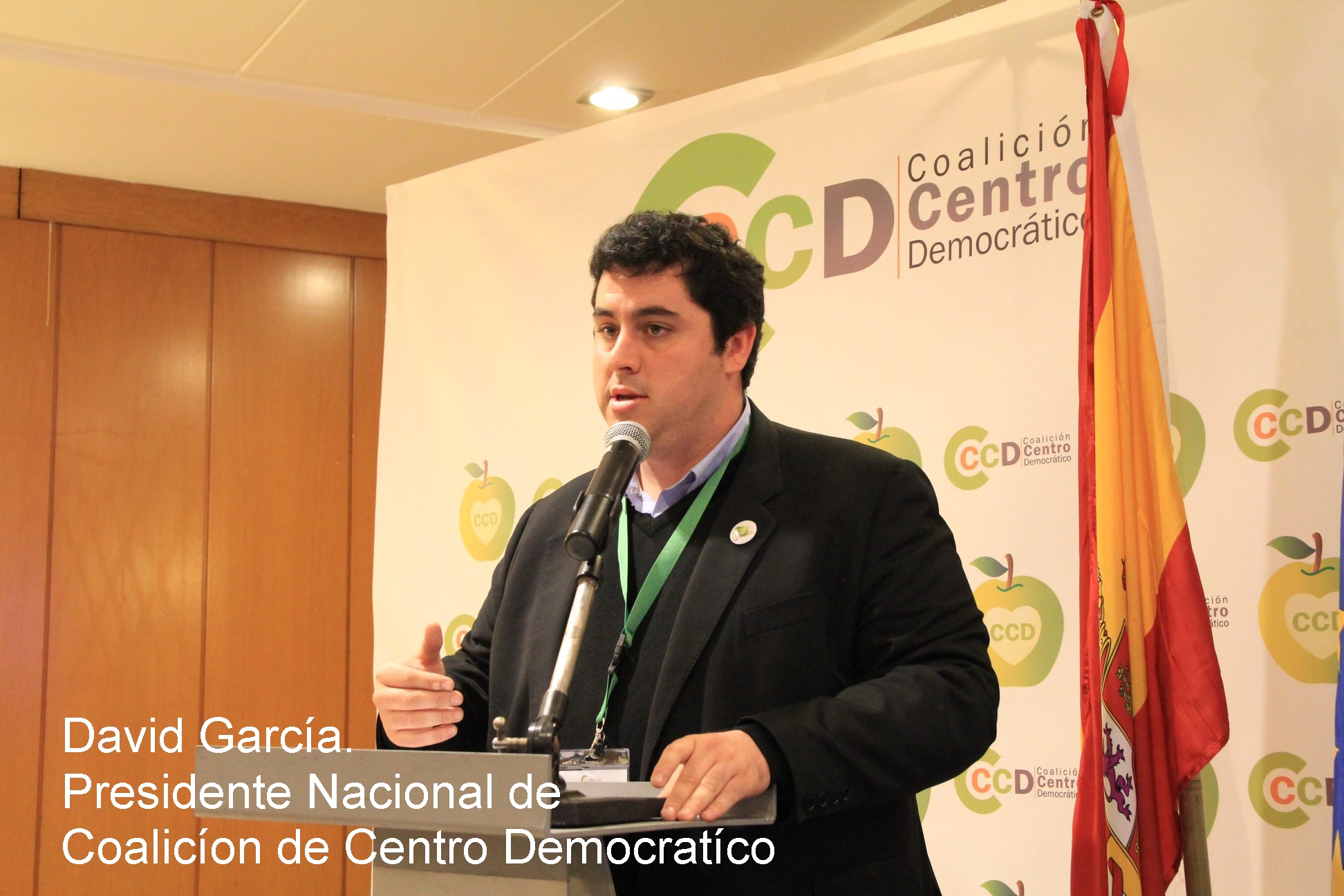

## Participación Electoral

### Elecciones municipales y autonómicas de 2011
CCD concurrió por primera vez a unos comicios en las Elecciones Municipales de 2011, dando cobertura a una parte importante de las candidaturas impugnadas del CDS, especialmente en Alicante, Burgos, Sevilla, Jaén e Islas Baleares. CCD obtuvo 20 concejalías y un alcalde en Domingo Pérez (Toledo).
En abril de 2012 y tras ver diferentes irregularidades en el Ayuntamiento de Domingo Pérez, CCD decidió llevar el caso a la Fiscalía anticorrupción, denunció el caso ante los medios de comunicación, el pueblo y la oposición y expulsó al alcalde de la localidad. También denunció por presuntas irregularidades en la gestión al anterior alcalde del PP de la localidad.
El único y último concejal del ya extinguido CDS, David Fernández, de Erustes (Toledo) se integró en CCD.

### Elecciones generales de 2011
CCD concurrió en solitario por las provincias de Burgos, Ciudad Real, Guadalajara y Valladolid, logrando también las firmas necesarias para poder concurrir por las provincias de Toledo e Islas Baleares pero siendo las mismas impugnadas por las Juntas Electorales Provinciales correspondientes. Durante la campaña de las Elecciones Generales, CCD y el Partido Regionalista Cántabro (PRC) realizaron una rueda de prensa en Santander a la que asistieron el presidente nacional de CCD, David García y el secretario Ggneral del PRC y expresidente del Gobierno de Cantabria, Miguel Ángel Revilla para empezar a construir juntos una tercera vía política a PP y PSOE con las vistas puestas en las Elecciones Europeas de 2014, en las que finalmente al no cuajar ni concurrir CCD se pidió el voto para Ciudadanos-Partido de la Ciudadanía (C´s).

### Cambio Presidente en 2014
En un congreso celebrado el 20 de septiembre de 2014, el hasta entonces Presidente David García, propone la candidatura de Lorenzo Olarte como Presidente de CCD. Lorenzo Olarte, que ha militado durante toda su vida en el centro ideológico, compartió con Suárez su trayectoria política, primero en Unión de Centro Democrático (UCD), donde fue asesor personal suyo en La Moncloa, y posteriormente en el Centro Democrático y Social (CDS), partido con el que fue presidente del Gobierno de las Islas Canarias. El objetivo de esta nueva etapa es continuar el legado centrista de Adolfo Suárez, primer presidente de la actual democracia española, basándose en las ideas de tolerancia, progreso y consenso. David García permanece como Vicepresidente en el comité ejecutivo nacional.

### Elecciones municipales y autonómicas de 2015
CCD concurrió a las Elecciones Municipales del 24 de mayo de 2015, presentando en municipios de Comunidad Valenciana, Comunidad de Madrid, Andalucía, Región de Murcia, Cataluña, Castilla-La Mancha, Castilla y León, Galicia e Islas Canarias. Concurrió a las elecciones autonómicas de Comunidad Valenciana, Castilla y León y Región de Murcia. En la provincia de Valladolid concurrió en coalición con Candidatura Independiente (CI). CCD obtuvo 50 concejalías y 4 alcaldías, entre ellas la Alcaldía de Nules (Castellón).
CI-CCD estuvo a punto de obtener representación en el Ayuntamiento de Valladolid, obteniendo el 4,06% del voto.

### Congreso Nacional de 2015
El 24 de octubre de 2015 tiene lugar el III Congreso Nacional de CCD, tras la reestructuración orgánica de CCD y se elige nuevamente por unanimidad a David García como Presidente Nacional, pasando Lorenzo Olarte a ser Presidente de Honor. El madrileño José María Martín es elegido Secretario General,  el vallisoletano Félix Calleja como Vicepresidentes, y el andaluz Francisco Martín, Secretario de Organización.
CCD sigue creciendo, creando Federaciones y Agrupaciones, pero principalmente está trabajando en la unidad de los centristas españoles y en la constitución de una Tercera Vía colaborando en ese sentido con otros grupos nacionales, regionales, provinciales e independientes.
CCD defiende la necesidad de una profunda regeneración política del Estado, cree que hay que devolver al ciudadano el protagonismo de su destino y se debe poner fin a los privilegios de la clase política.
En los últimos años ha integrado concejales no adscritos provenientes de Ciudadanos-Partido de la Ciudadanía (Cs). El 29 de diciembre de 2016 el partido decidió cambiar su nombre a Coalición de Centro Democrático para evitar la confusión con el partido Ciudadanos.
Después de que trascendiera la Operación Erial en mayo de 2018, CCD solicitó que se aclarasen los lazos del zaplanismo con cargos políticos de la política regional.

### Elecciones municipales, autonómicas  y europeas de 2019
CCD concurrió a las Elecciones Municipales del 26 de mayo de 2019, presentando en municipios de varias comunidades autónomas, la mayoría en coalición con formaciones municipalistas, y obteniendo los siguientes resultados:
- 1 concejal en Caudete (Albacete).
- 1 concejal en Ortigueira (A Coruña).
- 1 concejal en Hondón de las Nieves (Alicante).
- 1 alcalde pedáneo en Acisa de las Arrimadas (León).
- 4 concejales en Telde (Gran Canaria) a través de la coalición Juntos por Telde (junto a CC y UxGC).
- 4 concejales en Molvízar (Granada) a través de la coalición Centrados en Granada.
- 6 concejales –uno de ellos el alcalde- en Nules (Castellón) a través de la federación política Centrats en Nules (CeN) conformada junto al grupo local IPN.
- 2 concejales en Aldeamayor de San Martín (Valladolid) a través de la coalición con Candidatura Independiente (CI).
- 2 concejales en Villabragima (Valladolid) a través de la coalición con Candidatura Independiente (CI).
- 1 concejal en Cigüeñela (Valladolid) a través de la coalición con Candidatura Independiente (CI).
- 3 concejales en Sieteiglesias (Valladolid) a través de la coalición con Candidatura Independiente (CI).
- 2 concejales –uno de ellos el alcalde- en Valdearcos (Valladolid) a través de la coalición con Candidatura Independiente (CI).
- 1 concejal en La Cistérniga (Valladolid) a través de la coalición con Candidatura Independiente (CI).
- 3 concejales –uno de ellos el alcalde- en Íscar (Valladolid) a través de la coalición con Candidatura Independiente (CI).
- 1 concejal en Palazuelo de Vedija (Valladolid) a través de la coalición con Candidatura Independiente (CI).
- 1 concejal en Peñafiel (Valladolid) a través de la coalición con Candidatura Independiente (CI).
- En las autonómicas de la Región de Murcia impulsó la coalición electoral MC-CCD, con varios partidos municipalistas entre ellos MC Cartagena, obteniendo el 2,26% del voto y un total de 14.742 votos. En las elecciones europeas impulsó y lideró una coalición de partidos centristas denominada CENTRISTAS POR EUROPA, no obteniendo representación. Francisco Martín, secretario general de CCD y candidato número 1 en esta lista, presentó su dimisión tras las elecciones.

Candidatura Independiente (CI) (Castilla y León) se integra en Partido Castellano-Tierra Comunera.

### Congreso Nacional CCD 2021
En noviembre del 2021 tuvo lugar el V congreso estatal de CCD en la ciudad de Orense. En la misma se eligió de forma unánime nuevamente a David García, como presidente, a Félix Calleja, como vicepresidente, a Ramiro Solanes, como secretario general y a Carmen Rodríguez, como secretaria de organización.  Se plantea por parte del presidente trabajar en la puesta en marcha de un proyecto de unidad del centro político, desde el municipalismo, cara a las elecciones del 2023 y especialmente las del 2027.

### Elecciones municipales y autonómicas de 2023
Para las Elecciones Municipales de 2023, CCD reanudó varias de las coaliciones anteriores, pero también se presentó en solitario en varios municipios, principalmente en Castilla y León). Los principales resultados obtenidos son los siguientes:
- 12 concejales en Castilla y León, principalmente en la provincia de Valladolid.[5]
- 7 concejales –uno de ellos el alcalde- en Nules (Castellón) a través de la federación política Centrats en Nules (CeN) conformada junto al grupo local IPN.[6]
- 1 concejal en Caudete (Albacete).[7]
- 3 concejales en Molvízar (Granada) ostentando la Alcaldía.
- 1 concejal en Telde (Gran Canaria), dentro de la coalición con Coalición Canaria en la localidad.

### Elecciones Generales 2023
Para las elecciones generales del 2023, CCD decidió no concurrir a las mismas. En Canarias se integró dentro de la coalición de Coalición Canaria (CC). En el resto de circunscripciones pidió el voto para otras formaciones políticas de carácter moderado y centrista de ámbito regional: España Vaciada, Teruel Existe, Soria ¡YA!, Juntos por Extremadura…

### Elecciones europeas de 2024
Para las elecciones europeas del 2024, CCD formó parte de la coalición EXISTE, formada por algunos partidos de la España Vaciada (Teruel Existe, Aragón Existe, Soria ¡YA!, Cuenca Ahora, Jaén Merece Más), el partido por Un Mundo Más Justo y cerca de un centenar de partidos políticos de carácter independiente y municipalista. La coalición EXISTE no obtuvo representación.
En las Elecciones al Parlamento Europeo de 2024 (España) se presentó dentro de la candidatura:
| Formación | Formación | Cabeza de lista            |
| --------- | --- | -------------------------- |
|           | La España Olvidada EXISTE - Municipalistas - Mundo Justo (EXISTE), coalición electoral formada por: *Teruel Existe *España Vaciada (partido político) *Unión de Ciudadanos Independientes *Por un Mundo Más Justo *Soria ¡Ya! *Cuenca Ahora *Aragón Existe *Centrats en Nules *Jaén Merece Más *Somos Cáceres *Unión Democrática de Independientes de Mazarrón *Coalición de Centro Democrático *Ahora Decide *Tercera Vía (España) | Tomás José Guitarte Gimeno |

Número de votos: 40 292	
Porcentaje: 0.23%
Unión Municipalista: CCD y principalmente su presidente David García Pérez, han impulsado una confederación de partidos denominada Unión Municipalista. Se ha fundado el 24 de febrero del 2024 en una convención celebrada en Madrid a la que acudieron cerca de 500 cargos públicos (alcaldes, concejales y diputados provinciales) de cerca de 300 formaciones políticas. Se eligió al propio García, alcalde de Nules, como presidente de esta confederación. Trabajan para concurrir a las elecciones locales y autonómicas del 2027 de forma conjunta y poder ser la tercera fuerza política del país.

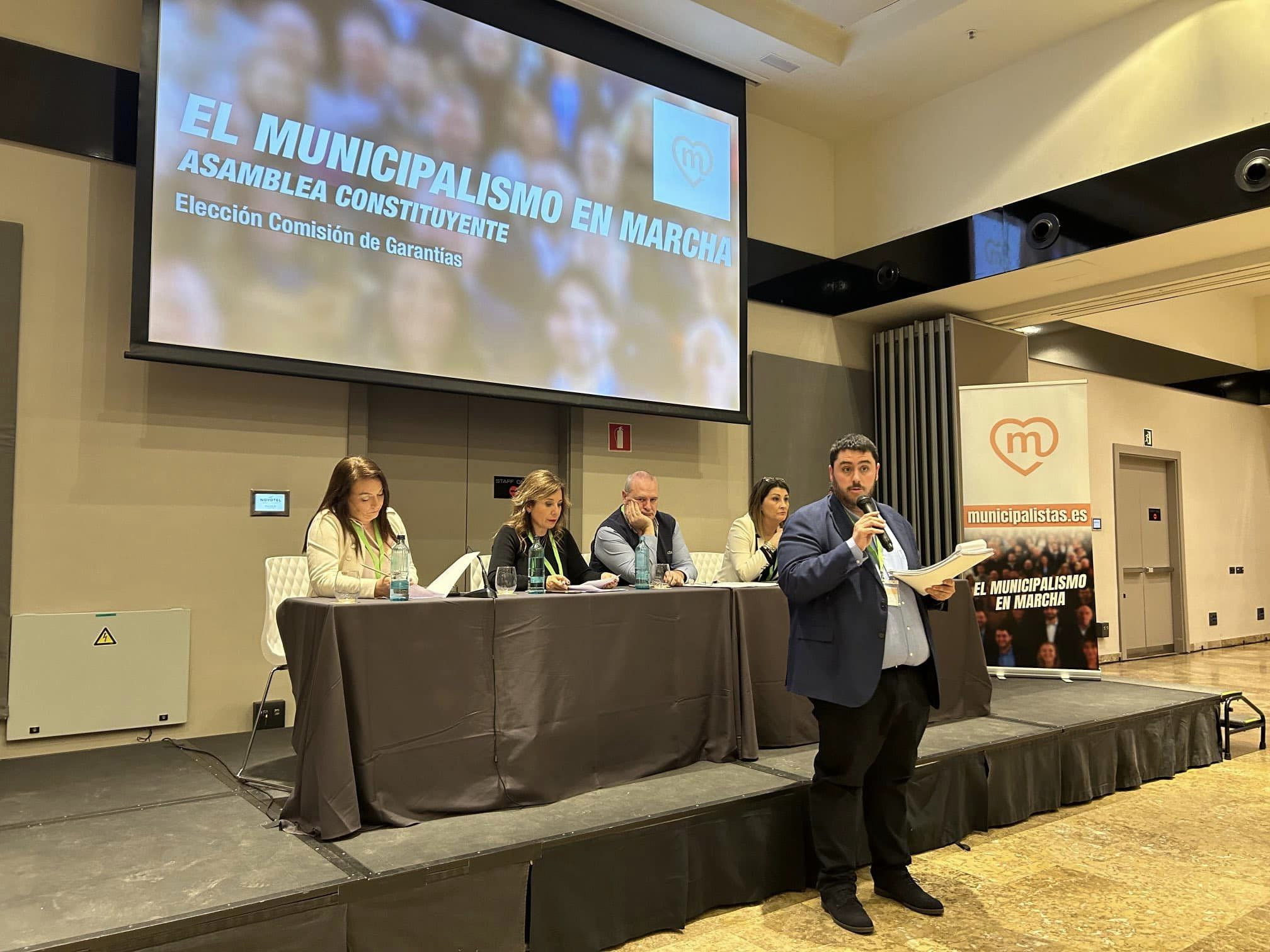
David García, Presidente de Unión Municipalista

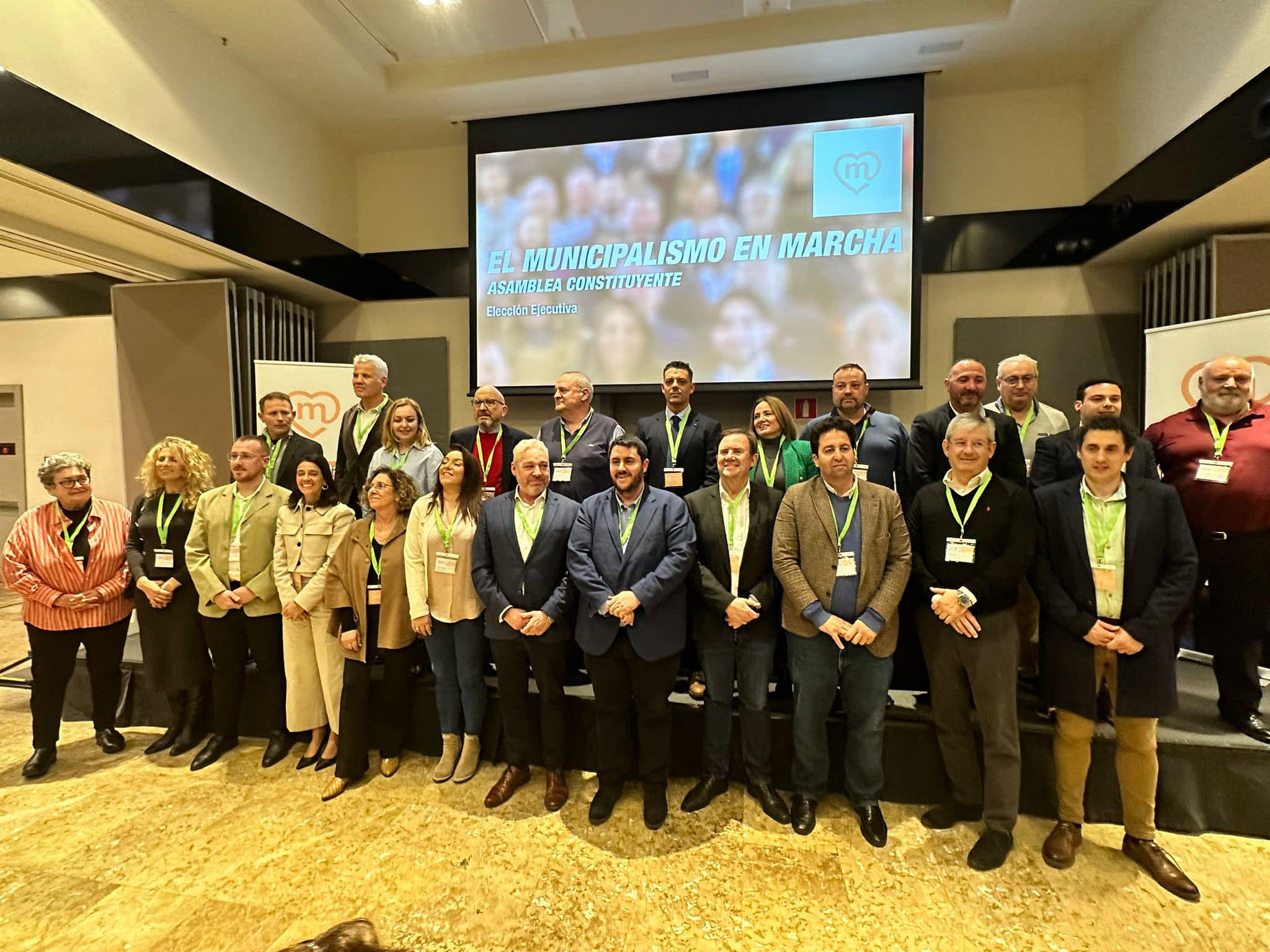
Comité Ejecutivo Nacional de Unión Municipalista

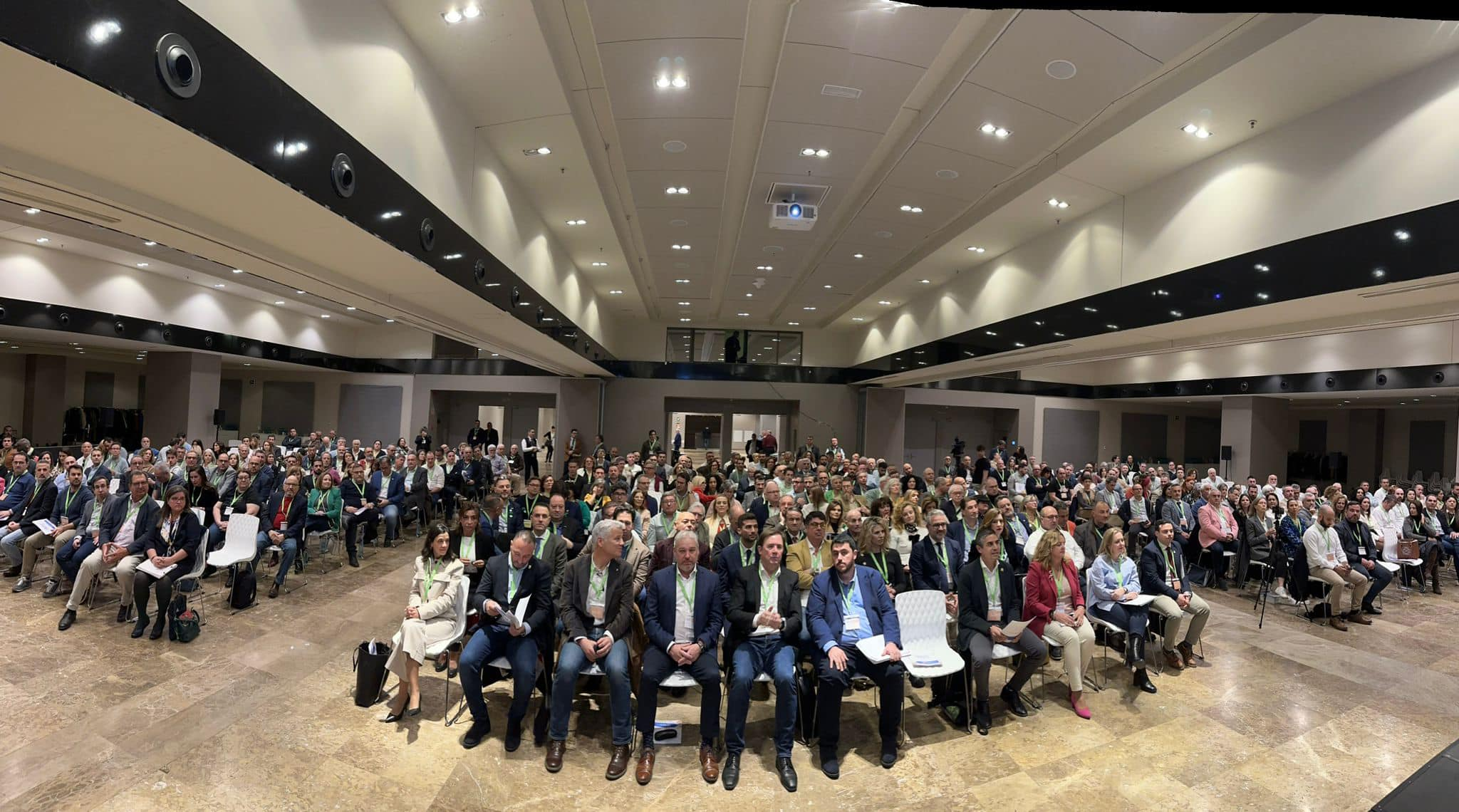
Convención de Unión Municipalista